# Liste des villes fantômes de Californie
Voici une liste des villes fantômes en Californie :
- Agua Fria (Californie) (en)
- Agua Mansa (Californie) (en)
- Alma (Californie) (en)
- Amboy (Californie)
- Ashford Mill
- Asphalto (Californie) (en)
- Atolia (Californie) (en)
- Bagdad
- Ballarat (Californie) (en)
- Beeks Place (en)
- Belleville (Californie) (en)
- Bennettville (Californie) (en)
- Bend City (Californie) (en)
- Benton (Californie)
- Bestville (Californie) (en)
- Blue Mountain City (Californie) (en)
- Bodie
- Branson City (Californie) (en)
- Calico
- Camanche (Californie) (en)
- Canebrake (Californie) (en)
- Canon City (Californie) (en)
- Carnegie (Californie) (en)
- Carson Hill (Californie) (en)
- Cerro Gordo
- Chambless (Californie) (en)
- Cherokee (Californie)
- Chinquapin
- China Camp State Park
- Chinese Camp (Californie)
- Chloride City (Californie) (en)
- Chrysopolis (Californie) (en)
- Coleman City (Californie) (en)
- Coso(Californie) (en)
- Cox & Clark (en)
- Coyote (Californie) (en)
- Cuyamaca (Californie) (en)
- Coloma
- Coolgardie
- Coyote Lakes
- Crackerjack
- Dale (Californie) (en)
- Darwin
- Deadwood (comté de Placer, Californie) (en)
- Deadwood (comté de Trinity, Californie) (en)
- Denny (Californie) (en)
- Dedrick (Californie) (en)
- Desert Spring (Californie) (en)
- Dogtown (comté d'El Dorado, Californie) (en)
- Dogtown (comté de Marin, Californie) (en)
- Dogtown (comté de Mariposa, Californie) (en)
- Dogtown (comté de Tulare, Californie) (en)
- Dog Town (Californie) (en)
- Drawbridge (Californie) (en)
- Drytown
- Dunmovin (Californie) (en)
- Eagle Mountain (Californie) (en)
- Eastwood (Californie) (en)
- Echo (comté d'Inyo, Californie) (en)
- Eldoradoville (Californie) (en)
- Empire City (Californie) (en)
- Essex (Californie) (en)
- Falk (Californie) (en)
- Fountain Springs (Californie) (en)
- Freeman Junction
- French FlatDrytown (Californie) (en)
- Furnace (Californie) (en)
- Garlock (Californie) (en)
- Gas Point (Californie) (en)
- Gerstley (Californie) (en)
- Gibsonville (Californie) (en)
- Goffs
- Gold Town (Californie) (en)
- Goler Heights (Californie) (en)
- Greasertown (Californie) (en)
- Greenwater (Californie) (en)
- Grub Gulch (Californie) (en)
- Gullion's Bar (Californie) (en)
- Haiwee (Californie) (en)
- Hamilton (Californie) (en)
- Hanson
- Hart (Californie) (en)
- Helena (Californie) (en)
- Hoboken (Californie) (en)
- Hodson (Californie) (en)
- Hokokwito (Californie) (en)
- Holy City (Californie) (en)
- Horseshoe Bend (Californie) (en)
- Horton (Californie) (en)
- Igo (Californie)
- Indian Gulch (Californie) (en)
- Iowa Hill (Californie) (en)
- Isabella (Californie) (en)
- Ivanpah (Californie) (en)
- Jaeger City (Californie) (en)
- Joe Walker Town (Californie) (en)
- Joyfull (Californie) (en)
- Keeler (Californie)
- Kelso (Californie) (en)
- Kern River Slough (Californie) (en)
- Kernville (Californie) (en)
- Kearsarge (Californie) (en)
- King's Station (en)
- Kingston (Californie) (en)
- Kumaini (Californie) (en)
- La Panza (Californie) (en)
- Lavers' Crossing (Californie) (en)
- Leadfield
- Lee (Californie) (en)
- Leliter (Californie) (en)
- Leon (Californie) (en)
- Lexington (Californie) (en)
- Liberty (Comté de San Joaquin, Californie) (en)
- Linda Rosa (Californie) (en)
- Lila C (Californie) (en)
- Llano Del Rio (en)
- Lone Pine (Californie)
- Lookout City (Californie) (en)
- Ludlow
- Lyons Station Stagecoach Stop (en)
- Lytle Creek (Californie)
- Macheto (Californie) (en)
- Magalia
- Manzanar (Californie) (en)
- Martensdale (Californie) (en)
- Martinez (comté de Tuolumne, Californie) (en)
- Masonic (Californie) (en)
- Melones (Californie)
- Mentryville (Californie) (en)
- Merced Falls (Californie) (en)
- Mercuryville (Californie) (en)
- Midland (Californie) (en)
- Midway-Sunset Oil Field
- Minersville (Californie) (en)
- Moores Flat (Californie) (en)
- Mormon Island (Californie)
- Mountain House (comté de Kern, Californie) (en)
- Mount Ophir (Californie) (en)
- Muroc (Californie) (en)
- Narka (Californie) (en)
- Negro Flat (comté de Siskiyou, Californie) (en)
- New Almaden
- New Idria (Californie) (en)
- Newtown (comté de Mariposa, Californie) (en)
- Noonday Camp (Californie) (en)
- Norristown (Californie) (en)
- North Muroc (Californie) (en)
- North Shore (Californie)
- Nortonville (Californie) (en)
- Notomidula (Californie) (en)
- The Oasis at Death Valley
- Olig (Californie) (en)
- Old Mammoth (Californie) (en)
- Owensville (Californie) (en)
- Packwood Station (Californie) (en)
- Panamint City
- Pasinogna (Californie) (en)
- Patchen (Californie) (en)
- Petersburg (Californie) (en)
- Picacho (Californie) (en)
- Pinacate (Californie) (en)
- Politana (Californie) (en)
- Port Chicago (Californie) (en)
- Prairie City (Californie) (en)
- Providence (comté de San Bernardino, Californie) (en)
- Purissima (Californie) (en)
- Quartzburg (comté de Kern, Californie) (en)
- Providence (comté de Mariposa, Californie) (en)
- Rabbit Springs
- Ragtown (Californie) (en)
- Rancho El Rincon (en)
- Randsburg
- Red Mountain (Californie) (en)
- Reefer City (Californie) (en)
- Reilly (Californie) (en)
- Rice (Californie) (en)
- Ridleys Ferry (Californie) (en)
- Riggs
- Rio Bravo (Californie) (en)
- Roachville (Californie) (en)
- Rovana (Californie) (en)
- San Carlos (comté d'Inyo, Californie) (en)
- San Joaquin City (Californie) (en)
- San Miguel de los Noches (Californie) (en)
- Sakaya (Californie) (en)
- Sawmill Flat (Californie) (en)
- Scheelite (Californie) (en)
- Schwaub (Californie) (en)
- Scovern Hot Springs (Californie) (en)
- Second Garrotte (en)
- Seneca (Californie) (en)
- Shasta (Californie)
- Siberia (Californie) (en)
- Silver Lake (comté de San Bernardino, Californie) (en)
- Skidoo
- State Range City
- Sodan (Californie) (en)
- Stickneys Ferry (en)
- Stonewall (Californie) (en)
- Stratton (Californie) (en)
- Sunland
- Swansea
- Tehichipa (Californie) (en)
- Terra Cotta (Californie) (en)
- Timbuctoo (Californie) (en)
- Tumco (Californie) (en)
- Vaca Adobe (en)
- Vallecito (comté de San Diego, Californie) (en)
- Valley Wells (Californie)
- Vanderbilt (Californie) (en)
- Westville (Californie) (en)
- White Mountain City (Californie) (en)
- White River (Californie) (en)
- Wildwash
- Wingo (Californie) (en)
- Wiskala (Californie) (en)
- Woolsey Flat (Californie) (en)
- Wrights (Californie) (en)
- Clearing House (Californie) (en)
- You Bet (Californie) (en)
- Zurich (Californie) (en)